# 故宫猫
故宫猫是一群居住在北京故宫博物院的猫，据传有一部分可能是宫猫的后代、一部分是外来的流浪猫，还有一部分是游客夹带进来的猫。 故宫猫对防治老鼠破坏木质古建筑物有正面帮助，也被故宫工作人员视为“猫保安”，将它们当做同事。
故宫工作人员义务喂养和照顾这些猫，但故宫的猫依然是流浪猫，院方会定期为院内的猫进行TNR，取名并设立名册；至2014年为止，有181只猫记录在案，花费18,410人民币。

## 溯源
宫廷御猫的历史可以追溯至明代（甚至更早以前），当时的明故宫有豢养鸟兽的风气，并专门设置猫儿房管理猫事，择选品质上好的猫进贡宫中，宫中饲养的猫就称为“宫猫”。 嘉靖二十二年（1543年），宫内有一只猫名唤“霜眉”，甚得皇帝喜爱。霜眉死后受封号“虬龙”，皇帝御旨将它葬在万岁山（今景山公园），立“虬龙冢”碑以示纪念；另有一只得宠的狮猫，死后被御旨用金棺葬在万寿山。
清代皇帝爱好养猎犬，但后宫妃嫔也养猫作为消遣。

## 流行文化
近年以来，故宫博物院积极开发文创新品，创立“故宫文创”天猫旗舰店和“故宫淘宝”网店，其中就衍生以“萌猫”为题材的系列产品。
故宫猫也吸引不少爱猫人士前来“撸猫”和“吸猫”，成为博物院的另类景点，造就“平安”、“白点儿”等网红。 2018年7月2日，预测过世足7场连中的“白点儿”病逝，引起网友们的连声惋惜。
出自故宫博物院院长单霁翔的主意，故宫博物院参与制作的《我在故宫修文物》、《故宫100》和《上新了·故宫》中都能找到故宫猫穿插其中的镜头。 2019年5月，单霁翔在广州图书馆开讲，谈到“故宫有200多只野猫，每天都有人寄猫粮，从东北到南方，有的还指定延禧宫或者慈宁宫的猫收。” 同年7月13日，单霁翔在内蒙古呼和浩特市分享题为“匠者人心——让文化遗产资源活起来”的演讲，并笑谈故宫猫的生活。